# St. Johannes der Täufer und Johannes Evangelist (Breitbrunn am Chiemsee)

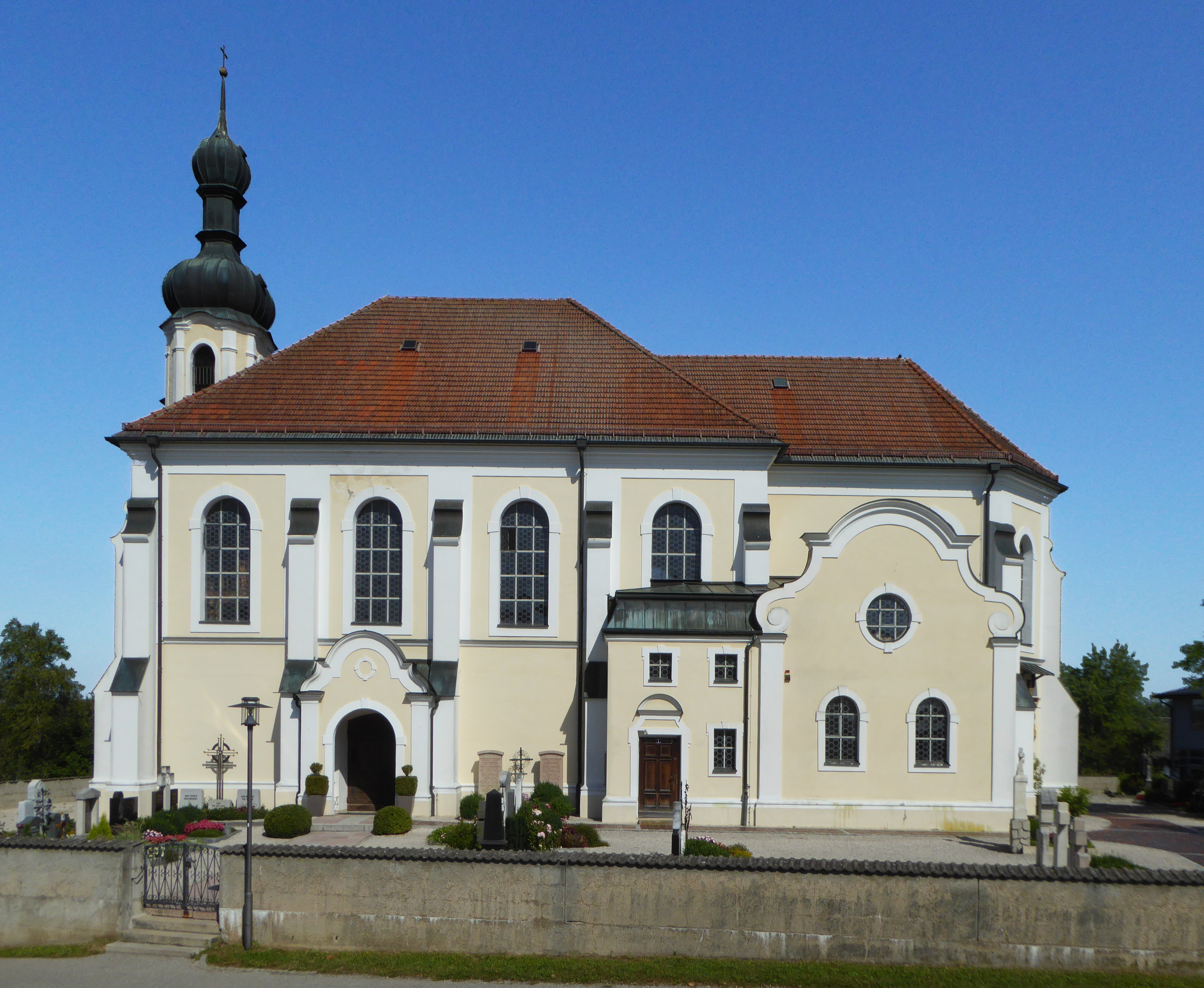
St. Johannes der Täufer und Johannes Evangelist in Breitbrunn am Chiemsee

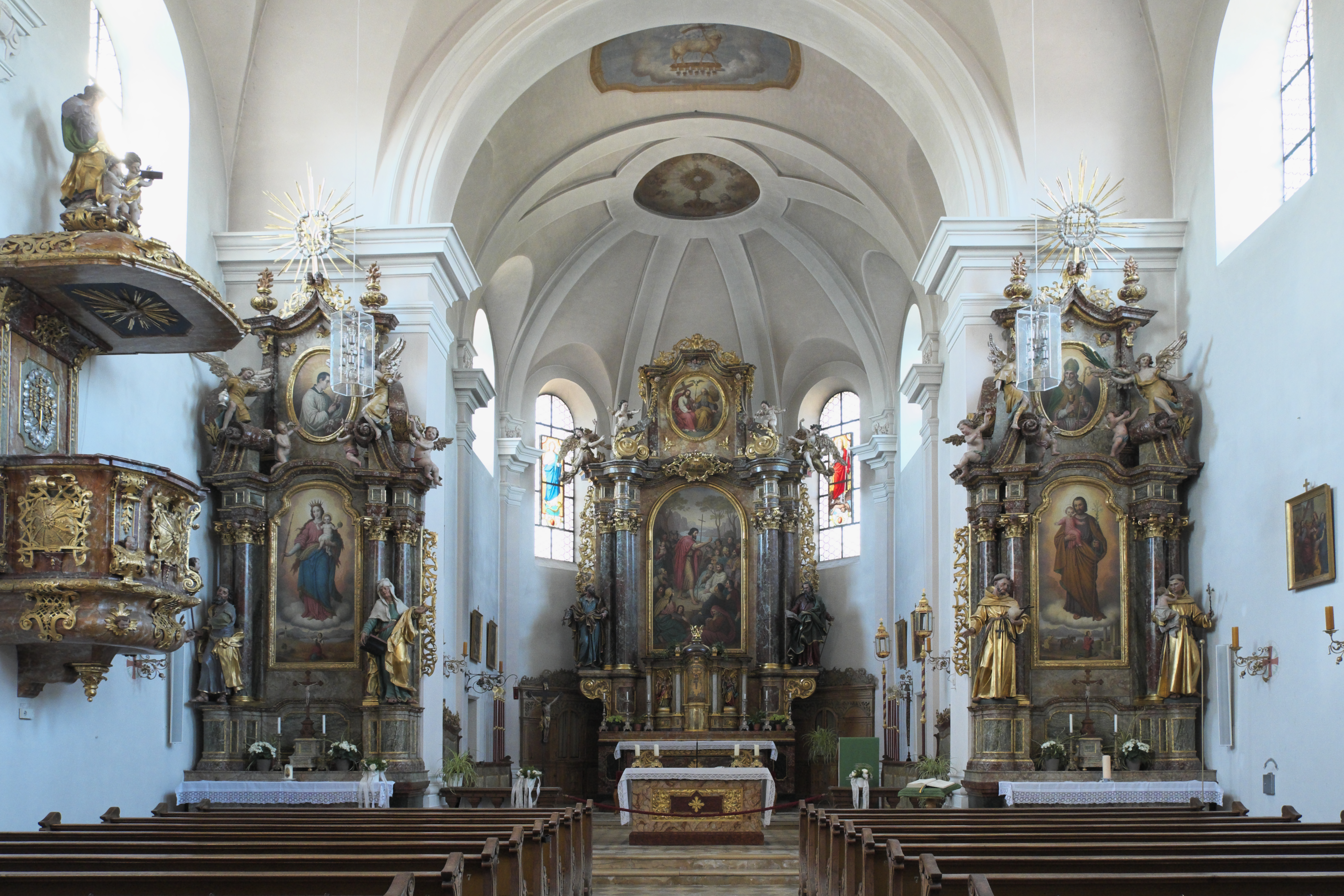
Innenraum

Die römisch-katholische Pfarrkirche St. Johannes der Täufer und Johannes Evangelist steht in Breitbrunn am Chiemsee, einer Gemeinde im oberbayerischen Landkreis Rosenheim. Das Bauwerk ist unter der Nr. D-1-87-121-4 eingetragen. Die Kirche gehört zum Erzbistum München und Freising.

## Beschreibung
Die neobarocke, von Strebepfeilern gestützte Saalkirche wurde 1899 nach einem Entwurf von Hans Schurr unter Verwendung des Mauerwerks des spätgotischen Vorgängerbaus errichtet. Sie besteht aus einem Langhaus, einem eingezogenen, dreiseitig geschlossenen Chor im Osten und einem Kirchturm auf quadratischem Grundriss im Westen, der aus der Längsachse nach Norden verschoben ist. Er wurde 1824 mit einem achteckigen Geschoss mit Pilaster an seinen Ecken aufgestockt, das den Glockenstuhl mit vier Kirchenglocken beherbergt, und mit einer Welschen Haube bedeckt. 
Der Innenraum des Langhauses ist mit einem Stichkappengewölbe überspannt. Die Altäre und die Kanzel wurden aus einer zum Abbruch bestimmten Kirche in Otzing erworben. Die von Heinrich Maria von Hess entworfenen Glasmalereien im Chor über den Erzengel Michael und der Unbefleckten Empfängnis hat Max Ainmiller ausgeführt. Julius Frank hat 1901 Gemälde im Nazarenerstil gestaltet.